# Andrea Chiurato
Andrea Chiurato (Montebelluna, 7 februari 1965) is een voormalig Italiaans wielrenner.

## Belangrijkste overwinningen
1990
- 1e etappe Ronde van Calabrië

1993
- 11e etappe Ronde van Mexico

1994
- GP Lugano

1995
- GP van Wallonië
- Telekom Grand Prix (met Tony Rominger)
- 2e en 3e etappe Ronde van Asturië

## Resultaten in voornaamste wedstrijden
| Jaar | Ronde van Italië | Ronde van Frankrijk | Ronde van Spanje |
| ---- | ---------------- | ------------------- | ---------------- |
| 1990 | 32e              |                     |                  |
| 1991 | opgave           |                     |                  |
| 1992 |                  | 112e                | opgave           |
| 1993 | opgave           |                     |                  |
| 1994 | 45e              |                     |                  |
| 1995 | buiten tijd      |                     |                  |
| 1996 |                  |                     |                  |
| 1997 |                  |                     |                  |

| Jaar | Milaan-San Remo | Gent-Wevelgem | Amstel Gold Race | Ronde van Lombardije | Waalse Pijl |
| ---- | --------------- | ------------- | ---------------- | -------------------- | ----------- |
| 1990 |                 |               |                  |                      |             |
| 1991 | 86e             |               |                  | 86e                  |             |
| 1992 | 57e             |               |                  | 41e                  |             |
| 1993 | 77e             |               | 81e              | 70e                  | 5e          |
| 1994 | 36e             | 24e           |                  |                      | 41e         |
| 1995 |                 |               |                  |                      |             |
| 1996 | 144e            |               |                  |                      | 82e         |
| 1997 |                 |               |                  | 46e                  |             |